# FC Lida
El FC Lida es un equipo de fútbol de Bielorrusia que juega en la Primera Liga de Bielorrusia, la segunda división de fútbol en el país.

## Historia
Fue fundado en el año 1962 en la ciudad de Lida con el nombre Abuvshik Lida y cambió de nombre en varias ocasiones, las cuales fueron:
- «Abuvshik Lida» – 1962
- «Vympel» – 1963–1970
- «Obuvshchik» – 1971–1996
- «Lida» – 1997-hoy

Fue uno de los equipos de fútbol más fuertes de Bielorrusia durante la etapa soviética, logrando el título de liga en 4 ocasiones y fue ganador de la supercopa en dos ocasiones.
Tras la independencia de Bielorrusia, el club no ha tenido tanto éxito, aunque ha participado en algunas temporadas de la Liga Premier de Bielorrusia, pero principalmente ha estado entre la segunda y tercera categoría.

## Palmarés

### Belarusian SSR
- Belarusian SSR League (4): 1983, 1985, 1986, 1989
- Belarusian SSR Super Cup (2): 1984, 1986

### BielorrusiaBielorrusia
- Belarusian First League (2): 1993/1994, 1998
- Belarusian Second League (1): 2011

## Jugadores

### Plantilla 2018
Actualizado el 8 de julio de 2018

## Entrenadores

### Entrenadores Tras la Independencia
| - Ivan Prokhorov (1992) - Vladimir Grishanovich (1993) - Andrey Petrov (1994–1996) - Henry Romanovsky (1996–1997) - Ivan Prokhorov (1998–2000) - Andrey Petrov (2000–2002) - Vitaly Rashkevich (2002–2004) - Alexei Shubenok (2004–2005) - Dmitry Makarenko (2005–2006) | - Igor Frolov (2007) - Pavel Batyuto / Sergei Petrushevsky (2008) - Andrey Petrov (2009) - Sergei Petrushevsky / Sergei Salygo (2010) - Igor Frolov (2011–2012) - Andrey Petrov (2013–2016) - Vyacheslav Geraschenko (2016-2017) - Sergey Solodovnikov (2017-Act. |